# 似独角博哈斯卡鲸
似独角博哈斯卡鲸（学名：bohaskaia monodontoides）是一种生存于上新世早期的一角鯨科鯨魚。2012年发现于佛吉尼亚州和北卡罗来纳州。2012年，这一新物种被 vélez-Juarbe 和 Pyenson 命名，模式種為 Bohaskaia monodontoides。